# Taurolema nigropilosa
Taurolema nigropilosa är en skalbaggsart som beskrevs av Júlio 2003. Taurolema nigropilosa ingår i släktet Taurolema och familjen långhorningar. Inga underarter finns listade i Catalogue of Life.